# Oscar 1940
A 12ª cerimônia de entrega dos Academy Awards (ou Oscars 1940), apresentada pela Academia de Artes e Ciências Cinematográficas, premiou os melhores atores, técnicos e filmes de 1939 no dia 29 de fevereiro de 1940, em Los Angeles e teve como mestre de cerimônias Bob Hope.
Este foi o ano inicial em que os Melhores Efeitos Visuais se tornaram uma categoria competitiva, enquanto em anos anteriores, prêmios de 'realização especial' para efeitos haviam sido concedidos intermitentemente. Neste ano, o prêmio de Melhor Cinemtografia/Fotografia foi dividido nas categorias Colorido e Preto e Branco (e iria continuar assim até o Oscar 1967).
Um momento de destaque da premiação foi a vitória de Hattie McDaniel, que fez história como a primeira pessoa afrodescendente a ganhar um Oscar (e a aparecer na premiação como convidada ao invés de servente), conquistando o prêmio de Melhor Atriz Coadjuvante por seu papel como Mammy em Gone with the Wind.
A atriz Judy Garland recebeu o Oscar Juvenil em reconhecimento pela sua atuação em The Wizard of Oz e Babes in Arms.
O drama Gone With the Wind foi premiado na categoria mais importante: melhor filme.

## Indicados e vencedores
| Melhor Filme - Gone With the Wind – David O. Selznick para a Selznick International e Metro-Goldwyn-Mayer - Dark Victory – David Lewis para a Warner Bros. - Goodbye, Mr. Chips – Victor Saville para a Metro-Goldwyn-Mayer - Love Affair – Leo McCarey para a RKO Radio - Mr. Smith Goes to Washington – Frank Capra para a Columbia - Ninotchka – Sidney Franklin para a Metro-Goldwyn-Mayer - Of Mice and Men– Lewis Milestone para a Hal Roach Studios e United Artists - Stagecoach – Walter Wanger para a United Artists - The Wizard of Oz – Mervyn LeRoy para a Metro-Goldwyn-Mayer - Wuthering Heights – Samuel Goldwyn para a Samuel Goldwyn Prod. e United Artists | Melhor Diretor - Victor Fleming – Gone With the Wind - Frank Capra – Mr. Smith Goes to Washington - John Ford – Stagecoach - Sam Wood – Goodbye, Mr. Chips - William Wyler – Wuthering Heights |
| Melhor Ator/Actor (Principal) - Robert Donat – Goodbye, Mr. Chips - Clark Gable – Gone With the Wind - Laurence Olivier – Wuthering Heights - Mickey Rooney – Babes in Arms - James Stewart – Mr. Smith Goes to Washington | Melhor Atriz/Actriz (Principal) - Vivien Leigh – Gone With the Wind - Bette Davis – Dark Victory - Irene Dunne – Love Affair - Greta Garbo – Ninotchka - Greer Garson – Goodbye, Mr. Chips |
| Melhor Ator/Actor Coadjuvante/Secundário - Thomas Mitchell – Stagecoach - Brian Aherne – Juarez - Harry Carey – Mr. Smith Goes to Washington - Brian Donlevy – Beau Geste - Claude Rains – Mr. Smith Goes to Washington | Melhor Atriz/Actriz Coadjuvante/Secundária - Hattie McDaniel – Gone With the Wind - Olivia de Havilland – Gone With the Wind - Geraldine Fitzgerald – Wuthering Heights - Edna May Oliver – Drums Along the Mohawk - Maria Ouspenskaya – Love Affair |
| Melhor História Original - Mr. Smith Goes to Washington – Lewis R. Foster - Love Affair – Mildred Cram e Leo McCarey - Bachelor Mother – Felix Jackson - Ninotchka – Melchior Lengyel - Young Mr. Lincoln – Lamar Trotti | Melhor Roteiro/Argumento Adaptado - Gone With the Wind – Sidney Howard (prêmio póstumo) por Gone with the Wind (livro) de Margaret Mitchell - Ninotchka – Charles Brackett, Walter Reisch e Billy Wilder por uma história de Melchior Lengyel - Mr. Smith Goes to Washington – Sidney Buchman por uma história de Lewis R. Foster - Wuthering Heights – Ben Hecht e Charles MacArthur por Wuthering Heights (livro) de Emily Brontë - Goodbye, Mr. Chips – Eric Maschwitz, R. C. Sherriff e Claudine West por Goodbye, Mr. Chips (livro) de James Hilton |
| Melhor Edição/Montagem - Gone With the Wind – Hal C. Kern e James E. Newcom - Goodbye, Mr. Chips – Charles Frend - Mr. Smith Goes to Washington – Gene Havlick e Al Clark - Stagecoach – Otho Lovering e Dorothy Spencer - The Rains Came – Barbara McLean | Melhores Efeitos Especiais |
| Melhor Curta-metragem em Uma Bobina - Busy Little Bears – Paramount Pictures - Information Please – RKO Radio - Prophet Without Honor – MGM - Sword Fishing – Warner Bros. | Melhor Curta-metragem em Duas Bobinas - Sons of Liberty – Warner Bros. - Drunk Driving – MGM - Five Times Five – RKO Radio |
| Melhor Trilha Sonora/Banda Sonora - Stagecoach – Richard Hageman, W. Franke Harling, John Leipold e Leo Shuken - The Great Victor Herbert – Phil Boutelje e Arthur Lange - Of Mice and Men – Aaron Copland - Babes in Arms – Roger Edens e Georgie Stoll - She Married a Cop – Cy Feuer - Intermezzo – Lou Forbes - The Private Lives of Elizabeth and Essex – Erich Wolfgang Korngold - The Hunchback of Notre Dame – Alfred Newman - They Shall Have Music – Alfred Newman - First Love – Charles Previn - Swanee River – Louis Silvers - Mr. Smith Goes to Washington – Dimitri Tiomkin - Way Down South – Victor Young                                                    | Melhor Canção original - "Over the Rainbow" por The Wizard of Oz – Música de Harold Arlen; Letra de Yip Harburg - "Faithful Forever" por Gulliver's Travels – Música de Ralph Rainger; Letra de Leo Robin - "I Poured My Heart Into a Song" por Second Fiddle – Música e Letra de Irving Berlin - "Wishing" por Love Affair – Música e Letra de Buddy DeSylva |
| Melhor Trilha Sonora/Banda Sonora Original - The Wizard of Oz – Herbert Stothart - Nurse Edith Cavell – Anthony Collins - Of Mice and Men – Aaron Copland - The Man in the Iron Mask – Lud Gluskin e Lucien Moraweck - Eternally Yours – Werner Janssen - The Rains Came – Alfred Newman - Wuthering Heights – Alfred Newman - Dark Victory – Max Steiner - Gone with the Wind – Max Steiner - Golden Boy – Victor Young - As Viagens de Gulliver – Victor Young - Man of Conquest – Victor Young | Melhor Mixagem/mistura de Som - When Tomorrow Comes – Bernard B. Brown - Mr. Smith Goes to Washington – John P. Livadary - Goodbye, Mr. Chips – A. W. Watkins - Of Mice and Men – Elmer Raguse - Balalaika – Douglas Shearer - The Great Victor Herbert – Loren L. Ryder - Man of Conquest – Charles L. Lootens - The Hunchback of Notre Dame – John O. Aalberg - Gone with the Wind – Thomas T. Moulton - The Rains Came – Edmund H. Hansen - The Private Lives of Elizabeth and Essex – Nathan Levinson                                                |
| Melhor Direção de Arte - Gone with the Wind – Lyle R. Wheeler - Mr. Smith Goes to Washington – Lionel Banks - Wuthering Heights – James Basevi - The Rains Came – William S. Darling e George Dudley - Beau Geste – Hans Dreier e Robert Odell - The Wizard of Oz – Cedric Gibbons e William A. Horning - The Private Lives of Elizabeth and Essex – Anton Grot - Captain Fury – Charles D. Hall - Man of Conquest – John Victor Mackay - First Love – Jack Otterson e Martin Obzina - Love Affair – Van Nest Polglase e Alfred Herman - Stagecoach – Alexander Toluboff | Melhor Animação em Curta-metragem - The Ugly Duckling – Walt Disney Productions e RKO Radio - Detouring America – Warner Bros. - Peace on Earth – MGM - The Pointer – Walt Disney Productions e RKO Radio |
| Melhor Cinematografia/Fotografia/Preto & Branco - Wuthering Heights – Gregg Toland - Stagecoach – Bert Glennon | Melhor Cinematografia/Fotografia/Colorido - Gone with the Wind – Ernest Haller e Ray Rennahan - The Private Lives of Elizabeth and Essex – Sol Polito e W. Howard Greene |

### Prêmios Especiais[3]
- A Douglas Fairbanks, reconhecendo a contribuição única e excepcional de Douglas Fairbanks, primeiro Presidente da Academia, para o desenvolvimento internacional do cinema.
- Ao Fundo de Alívio do Cinema, reconhecendo os serviços excepcionais prestados à indústria durante o ano passado pelo Fundo de Alívio do Cinema e sua liderança progressista. Apresentado a Jean Hersholt, Presidente; Ralph Morgan, Presidente do Comitê Executivo; Ralph Block, Primeiro Vice-Presidente; e Conrad Nagel.
- A Judy Garland pelo seu desempenho extraordinário como uma jovem artista no cinema durante o ano passado.
- A William Cameron Menzies pelo notável desempenho no uso da cor para a melhoria do clima dramático na produção de Gone with the Wind.

### Prêmio Memorial Irving G. Thalberg
- A David O. Selznick.[3]

### Múltiplas indicações
- 13 indicações: Gone with the Wind
- 11 indicações: Mr. Smith Goes to Washington
- 8 indicações: Wuthering Heights
- 7 indicações: Goodbye, Mr. Chips e Stagecoach
- 6 indicações: Love Affair, The Rains Came e The Wizard of Oz
- 5 indicações: Of Mice and Men e The Private Lives of Elizabeth and Essex
- 4 indicações: Ninotchka
- 3 indicações: Dark Victory, First Love, The Great Victor Herbert e Man of Conquest
- 2 indicações: Babes in Arms, Beau Geste, Drums Along the Mohawk, Gulliver's Travels, The Hunchback of Notre Dame, Intermezzo, Juarez e Only Angels Have Wings